# No Sleep Tonight
No Sleep Tonight is de tweede single van het album Common Dreads van de Engelse posthardcoreband Enter Shikari. De single werd op twee dragers uitgebracht door hun eigen label Ambush Reality. De single werd gepromoot door een videoclip en een remixwedstrijd.

## Remixwedstrijd
Op 18 augustus 2009 organiseerde Enter Shikari in samenwerking met het Britse Metal Hammer een remixwedstrijd. De bedoeling was om een remix te maken van No Sleep Tonight. De winnaar zou zijn remix op een exclusieve 7-inchvinylsingle krijgen en kans maken op een officiële uitgave van de remix. Op 27 oktober 2009 werden drie winnaars bekendgemaakt. Tot de winnaars behoorde de Nederlandse artiest Remy Dovianus (Sunaivod).

## Tracklist
Cd-single:
- 1. No Sleep Tonight
- 2. No Sleep Tonight (Mistabishi Remix)
- 3. No Sleep Tonight (Lights Go Blue Remix)

7-inchvinylsingle:
- 1. No Sleep Tonight (Qemists Remix Edit)
- 2. No Sleep Tonight (Rout Remix)